# Metal Gear Solid 2: Substance Original Soundtrack Ultimate Sorter Edition
Metal Gear Solid 2: Substance Original Soundtrack Ultimate Sorter Edition – specjalna ścieżka dźwiękowa do gry Metal Gear Solid 2:Substance wydana przez Konami 19 grudnia 2002. Kompozytorzy utworów to: Harry Gregson-Williams, Norihiko Hibino, TAPPY i Rika Muranaka.

## Utwory[1]
| Tytuł                                                     | Czas trwania |
| --------------------------------------------------------- | ------------ |
| Can't Say Good Bye to Yesterday (complete mix)            | 7:39         |
| Opening Infiltration A (Harry's original mix)             | 3:04         |
| Opening Infiltration B (Harry's original mix)             | 1:15         |
| Revolver Ocelot (Harry's original mix)                    | 2:03         |
| Arsenal Is Going to Take Off! A (Harry's original mix)    | 2:12         |
| Arsenal Is Going to Take Off! B (Harry's original mix)    | 0:52         |
| The World Needs Only One Big Boss! (Harry's original mix) | 0:49         |
| Yell "Dead Cell" (VR remix)                               | 2:25         |
| VR "Remixed" Weapon Mission                               | 5:29         |
| VR "Remixed" Sneaking Mission                             | 2:40         |
| VR "Remixed" Variety Mission                              | 2:30         |
| Tanker Incident (alternative remix)                       | 3:13         |
| Electronic Emma                                           | 4:01         |
| Next Generation (part 1)                                  | 1:31         |
| Next Generation (part 2)                                  | 2:09         |
| "Metal Gear Solid" main theme (document remix)            | 2:15         |
| Can't Say Good Bye to Yesterday (piano remix)             | 6:16         |
| "Metal Gear Solid" main theme                             | 3:50         |